# Müttle
Der Müttle, auch Mittle oder Mittlein, war ein Volumen- und Getreidemaß in Ulm.
Die Maßbezeichnung war nur regional von Bedeutung und vom verbreiteten Mütt abgeleitet. Man unterschied zwischen einem großen und kleinen Müttle. Er gehört zu den älteren Maßen.
- 1 kleiner Müttle = 1459 Pariser Kubikzoll = 28,9 Liter
- 1 großer Müttle = 2896 Pariser Kubikzoll[1] = 6 Metzen (1 Ulmer M. = 483 Pariser Kubikzoll) (≈ 57,45 Liter) = 24 Vierteile
- 1 Imi = 11.584 Pariser Kubikzoll[2] = 4 große Müttle (≈ 229,78 Liter)

Die Maßkette war:
- 1 Imi = 4 Mittle = 24 Metzen = 96 Viertele = 11.548 Pariser Kubikzoll = 2,29784 Hektoliter[3]